# Соргёль
Соргёль — река в России, течёт по территории Вилегодского района Архангельской области. Устье реки находится в 11 км по правому берегу реки Пыелы. Длина реки составляет 16 км.

## Данные водного реестра
По данным государственного водного реестра России относится к Двинско-Печорскому бассейновому округу, водохозяйственный участок реки — Вычегда от города Сыктывкар и до устья, речной подбассейн реки — Вычегда. Речной бассейн реки — Северная Двина.
Код объекта в государственном водном реестре — 03020200212103000024846.